# グロリア・レコード
グロリア・レコード(The Gloria Record)は、アメリカのロックバンド。ミネラル解散後の1997年に、メンバーだったクリス・シンプソンとジェレミー・ゴメスを中心に結成。1998年にセルフタイトルのEP『The Gloria Record』でデビュー。後にキーボーディストとしてベン・ハウトマン、ドラマーにブライアン・マローンが加入。2000年に2ndEP『A Lull in Traffic』をリリース。2002年に唯一のアルバム『Start Here』をリリース。2ndアルバム製作中の2004年に解散した。

## 作品

### アルバム
- Start Here （2002年）

### EP、スプリット
- The Gloria Record （1998年）
- A Lull in Traffic （2000年）

### シングル
- "Grace, The Snow Is Here" （1998年）